# Aquitania
Aquitania (franciául Aquitaine, okcitánul  Aquitània, baszkul Akitania, latinul Aquitania, történelmi magyar nevei: Aquitánia vagy Akvitánia) Franciaország történelmi régiója az ország délnyugati részén, az Atlanti-óceán partvidéke és a Pireneusok nyugati vonulataitól közrefogott területen. Az ország harmadik legnagyobb kiterjedésű közigazgatási régiója (41 308 km²) volt 2015-ig, a következő öt megyét foglalva magában: Dordogne, Gironde, Landes, Lot-et-Garonne, Pyrénées-Atlantiques. Székhelye Bordeaux, jelentősebb települései Pau, Bayonne, Mont-de-Marsan, Biarritz, Bergerac és Périgueux. 
A 2014. évi közigazgatási reform keretében néhány új közigazgatási régió létrehozásáról és a korábbiak közül több összevonásáról döntöttek. Ennek során 2016. január 1-jén Poitou-Charentes és Limousin addigi régiókkal együtt az újonnan alakított Új-Aquitania régió része lett.
Már az őskor óta lakott terület volt, az ókorban Gallia Aquitania néven szervezték be a Római Birodalom közigazgatásába. A középkorban a helyi születésű Aquitaniai Eleonóra feleségül ment II. Henrik angol királyhoz, melynek következtében a térség angol fennhatóság alá került. Csak a százéves háború végén, 1453-ban került vissza Franciaországhoz. Az újkorban a nagy gyarmatosítások során Bordeaux előnyös földrajzi elhelyezkedésének (kikötő az Atlanti-óceánra) köszönhetően fellendült a térség gazdasága. Jelenlegi közigazgatási határai a 20. század közepén alakultak ki.
Gazdag kultúrával rendelkezik, a francián kívül beszélik itt az okcitán számos nyelvjárását, illetve a régió délnyugati részén találhatunk baszk nyelvhasználókat is. Bortermesztés szempontjából kiemelkedő még Franciaországon belül is, a bordeaux-i bor világhírű. Sajátos építészeti stílusok jellemzik, a vidéki házaktól kezdve a városi lakóépületekig.

## Nevének eredete
Az egyik elképzelés szerint a név a latin aqua szóból származik, ami vizet jelent, ezáltal a terület elnevezése „vizek földje” jelentéssel bír. Ehhez az elmélethez hasonlóan egy másik szerint a régiót Dax városának ókori római nevéről nevezték el, ami Aquae Tarbellicae („Tarbellusok vizei”) volt. A másik koncepció szerint ókori törzsekről kapta a nevét; a római hódítások idején auscusok éltek itt, így neve értelmezhető akár az „auscusok földjeként” is — belőlük alakult ki később a gascogne-i és a baszk nép.
Az ókori római közigazgatásban Gallia Aquitania néven szerepelt. A középkortól a Francia forradalomig Guyenne néven ismerték. Ez szintén az Aquitania névből ered: Aquitania → *Aguidaina → l'Aguienne → la Guienne → la Guyenne.

## Földrajza
41 309 km²-es területével Aquitania a harmadik legnagyobb francia szárazföldi régió. Keleten a Francia-középhegység, délen a Pireneusok vonulatai határolják, nyugaton pedig a Vizcayai-öböl. A parthoz közeli terület nagy részét alacsony síkság. A Pireneusok mentén Spanyolországgal határos.

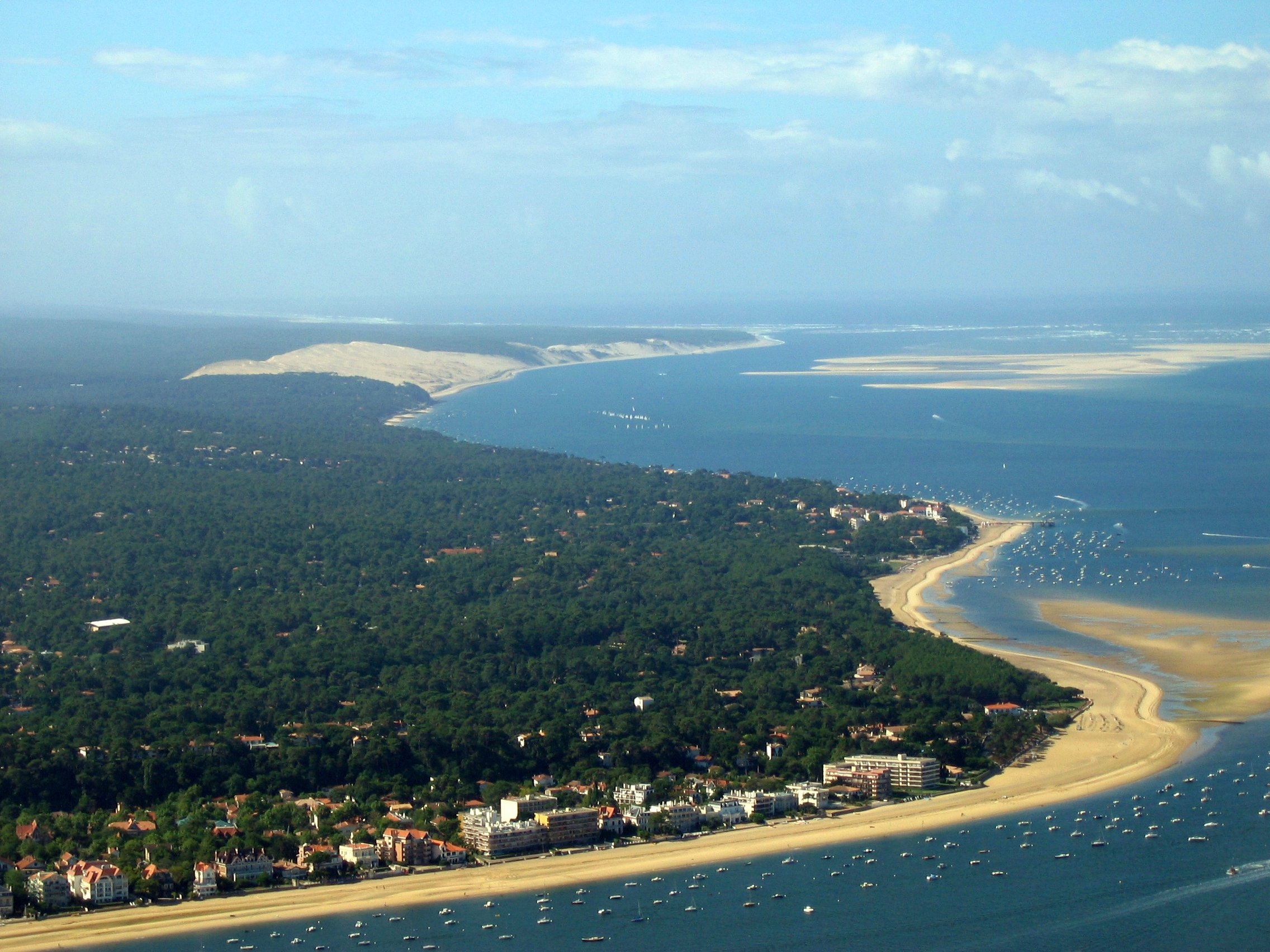
Az aquitaniai partvidék látképe az előtérben Arcachon városával, háttérben a Pyla-dűne

Legmagasabb pontja a 2974 méter magas Pic Palas, további jelentősebb hegycsúcsai a Pic du Midi d'Ossau (2884 m) és a Pic d'Arriel (2824 m). Jelentősebb folyói a Garonne, az Adour és a Leyre (vagy Eyre). A Garonne és a Dordogne folyók torkolatánál kialakult vízfolyást Gironde-nak hívják. Legnagyobb kiterjedésű tavai a Hourtini-lagúna (56 km²), a Cazauxi-lagúna (55 km²) és a Biscarrossei-lagúna (35 km²). Az aquitaniai óceánpart legnagyobb részét az Azúr-part mintájára Franciaországban elterjedt szokás szerint Ezüst-partnak, kisebb, déli részét pedig Baszk-partnak nevezik. Arcachon közelében található a Pyla-dűne, Európa legmagasabb homokdűnéje.
Az Atlanti-óceán közelsége miatt óceáni éghajlat jellemzi, vagyis a tél enyhe, a nyár viszonylag hűvös, a hőmérséklet évi ingása alacsonynak mondható. Az évi átlagos hőmérséklet az óceánparton 15, Bordeaux közelében 14, míg a keleti határhoz közeledve 11 °C. A csapadékmennyiség relatíve magas. A talaj minősége változó, ugyanis a folyók mentén jó minőségű, míg azon kívül kevésbé. A mészköves talajon a bortermesztés terjedt el, Landes megyében viszont az erdőgazdálkodást helyezték előtérbe.

## Története

### Őskor

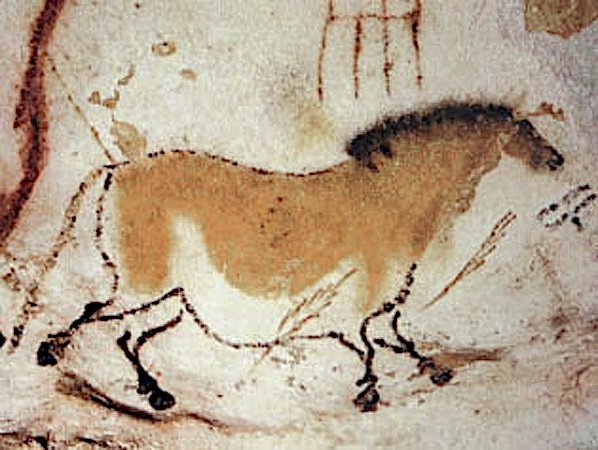
A lascaux-i barlangrajzok bizonyítják, hogy a régiót már az őskorban lakták

A környéken már az ősember megtelepedett, ezt jelzik a lascaux-i barlang festményei. Az ősemberek közel 15 000 éves festményeivel gazdagon díszített barlang szakrális funkciókat tölthetett be; a falakon többnyire a veszélyes állatokat (pl. bölény, medve) ábrázolták.

### Ókor

Aquitania helye a Római Birodalom közigazgatásában

Az ókorban az aquitániaiak törzsei népesítették be. Julius Caesar egyik hadvezére, Publius Crassus hódította meg a régiót i. e. 56-ban. Augustus császár i. e. 27-ben Gallia Aquitania néven szervezte be a Római Birodalom közigazgatásába, akkoriban sokkal nagyobb mérete volt, mint a jelenlegi régiónak. Gallia Lugdunensis és Gallia Belgica mellett egyike volt annak a három római provinciának, melyeket a mai Franciaország és Belgium területén alakítottak ki. Korábban csak a dél-franciaországi Gallia Narbonensis nevű tartomány volt a Birodalom része.
A provincia fővárosa eleinte Mediolanum Santonum (a mai Saintes) városa volt, később ezt a szerepet Burdigala (a mai Bordeaux) vette át. A rómaiak számos várost alapítottak a térségben, melyekben a mai napig maradtak építmények. Ilyenek például Burdigalában az amfiteátrumként működött Gallienusi palota, a Vesunában (ma Périgueux) található amfiteátrum és galloromán templom, Mediolanum Santonum városában fellelhető amfiteátrum, Germanicus diadalíve, termálfürdők és vízvezetékek maradványai, a Divona Cadurcorum (a mai Cahors) városában felépített színház, a Diana diadalíveként ismert termálfürdő. További római városok voltak Limonum (ma Poitiers), Avaricum (ma Bourges), Augustonemetum (ma Clermont-Ferrand), Aginnum (ma Agen), Augustoritum (ma Limoges), Iculisma (ma Angoulême), Aquae Tarbellicae (ma Dax) stb.
Az i. sz. 3. és 4. század fordulóján a tetrarchia idején Aquitania a Diocesis Viennensis területbe tagozódott, három további tartományra osztották fel: Aquitania Prima (a Francia-középhegység és Berry), Aquitania Secunda (az Atlanti-óceán partjai), Aquitania Novempopulana (a Pireneusok és a Garonne közti területek). Az 5. században nyugati gót törzsek törtek be a tartományba, végül 475-ben békeszerződés útján megszerezték Aquitania Secunda és Novempopulana részeket, ahol saját királyságot alakítottak ki. Ezzel véget vetettek a római uralomnak a térségben.

### Középkor
A római, illetve vizigót hagyományoknak köszönhetően a Toulouse-i grófság (majd jogutódjaként Languedoc) és Akvitánia jogrendszerében több sajátos, az ország egyéb részein elfogadottól eltérő szabály maradt fenn. Ezek közül kiemelendő, hogy a nők lényegesen több jogot kaptak, mint a 20. századig a többi tartományban. A 642/643-ban kiadott Vizigót Törvénykönyv (Liber Judiciorum), majd Recceswinth ennek továbbfejlesztéseként, 653-ban kiadott törvénykönyve lehetővé tette, hogy lányok is örökölhessék szüleik földjeit és címeit, birtokaikat férjüktől és férfi rokonaiktól függetlenül igazgathassák, azokról szabad akarattal rendelkezhessenek, fiúörökös hiányában 14 éves koruktól maguk viselhessék örökölt címeiket és képviselhessék érdekeiket hűbéruruk udvarában és 20 éves koruk után önállóan dönthessék el, kivel akarnak összeházasodni. E kiegészítő szabályokkal a nemes családokban az öröklés rendje alapvetően a primogenitúra maradt.

#### Frank Királyság

Frank és gót hadjáratok Akvitániában 507–509

A terület felett a nyugati gótok fennhatóságát I. Klodvig frank király szakította meg 507-ben, mikor seregeivel Vouillé mellett legyőzte II. Alarik nyugati gót királyt. Ezután Aquitania a Frank Birodalom félfüggetlen vazallusa lett. Toulouse-t, a Vizigót Királyság addigi fővárosát a frankok 508-ban foglalták el és tették Akvitánia fővárosává (a fővárost I. Odo a 720-as években költöztette át Bordeaux-ba). A Pireneusoktól északra a gótoknak csak Septimaniát sikerült megtartaniuk 719-ig.

#### Az első Akvitán Hercegség

A Frank Birodalom és Akvitánia 628-ban

Akvitánia és a baszk hercegség de jure sosem egyesült, de 660-tól a 760-as évekig perszonálunióban léteztek. A hercegség fővárosa 720-ig Toulouse volt; ekkor a mór invázió elől I. Odo a fővárost Bordeaux-ba telepítette át. A baszk–frank és az akvitán–frank viszony is mindvégig feszült maradt: a frankok csökkenteni próbálták a hercegségek autonómiáját, azok pedig megpróbálták kivívni teljes függetlenségüket (ami azonban csak néhány rövidebb időszakra sikerült).
A hercegség területe több grófságra tagolódott. Ezek közül az alábbiakról vannak adataink:
- Albi grófság (székhelye: Albi — 650 körül; a hercegség bukása után beleolvadt a toulouse-i grófságba;
- Poitou — a 8. század közepén, székhelye Poitiers;
- Berry, a székhelye Bourges — a 8. század közepén Chunibert gróf (Humbert[4]) — később hercegség lett;
- Auvergne — a hercegség bukása előtt Bladino gróf alatt, később hercegség lett.[5]
- toulouse-i grófság — Kis Pipin 760-ban foglalta el

711–719 között a szaracénok Asztúria kivételével az egész Vizigót Királyságot elfoglalták, és sorozatos rablóhadjáratokat vezettek az akvitán és frank területekre. Bár 721-ben a toulouse-i csatában vereséget szenvedtek Nagy Odo akvitán hercegtől, de 732-ben a Garonne menti csatában akkora vereséget mértek a hercegre, hogy Odo kénytelen volt korábbi ellenségétől, Martell Károlytól segítséget kérni. Ezután egyesült erőikkel a poitiers-i csatában legyőzték a támadókat, és Károly 735–736-ban Septimania kivételével egész Galliából kiűzte a mórokat.
742 után Kis Pippin vezetett hadjáratokat a megerősödő hercegek ellen. 760-ban elfoglalta és királyságához csatolta Délnyugat-Akvitániát (Toulouse, Rodez, Albi), 761-ben (Waifer aquitániai herceg Burgundiára mért ellencsapása után) Bourbon, Chantelle és Clermont erődítményeit.
Amikor Pipin 762–768 között pusztító hadjárataival szinte elnéptelenítette a hercegség középső részét, a hercegség legjobban megerősített városai az alábbiak voltak:
- Bourges
- Thouars
- Bordeaux
- Saintes
- Périgueux
- Bourbon
- Angoulême

768-ban Bladino, Auvergne korábbi grófja behódolt Pipinnek. Waifer családjának legtöbb tagját elfogták és Périgord várába zárták. Magát Waifert saját emberei ölték meg — tisztázatlan körülmények között, állítólag Pipin utasítására. Utóda, II. Hunald délre, Baszföldre menekült. Hamarosan meghalt Kis Pipin is, és ezután II. Hunald megpróbálta újraéleszteni a felkelést — teljes kudarccal. Nagy Károly és öccse, Karlmann átkelt a Garonne-on, és végleg felszámolták az akvitán ellenállást. A Dordogne partján, az érzékeny akvitán–baszk határ ellenőrzésére felépítették Fronsac erődjét. Az ellenállás reménytelenségét belátva II. Lupus baszk herceg megadta magát, elismerte Baszkföld hűbérurának a mindenkori frank uralkodót, és kiadta II. Hunaldot a frankoknak.

#### A Frank Birodalom része
768–779 között Nagy Károly az időben meg nem hódolt grófok és apátok helyére hozzá hű, frank nemeseket nevezett ki, és a tartományban sok, vassinak nevezett frank katonát telepített le — újonnan létrehozott helyőrségekbe, illetve az irtóhadjáratokban lemészárolt vagy elhurcolt korábbi lakosság helyére. Károly és az utána következő frank uralkodók  területet korábban birtokló vizigótoktól eltérően átalakították a tartomány teljes közigazgatását és jogrendjét. Lecserélték a helyi urakat és a protofeudális frank államrendbe kényszerítették a galloromán lakosságot. Az ellenállás általános volt, de reménytelen, és a baszk területek kivételével mindenütt kudarcba is fulladt.
A 718—778 közötti években az akvitán gazdaság gyakorlatilag összeomlott: a városokat, villákat és kolostorokat kifosztották, illetve le is rombolták, a szőlőket kivágták, a külkereskedelem megszűnt.
781-ben Nagy Károly Aquitaniát birodalmon belüli királysággá szervezte, irányításával pedig fiát, a későbbi Jámbor Lajost bízta meg. A terület fővárosa Toulouse lett. Egyúttal a királyság déli, Baszkföld és a Gothiára átkeresztelt egykori Septimania közé ékelt részén ugyancsak Toulouse központtal grófságot szervezett.
Akvitánia királyai:
- I. Pipin (817–838)
- II. Pipin (845–852)
- interregnum
- III. (Gyermek) Károly (855–866)
- II. (Hebegő) Lajos (866–877)

814-ben Jámbor Lajos követte apját a Frank Birodalom trónján. Az új császár leválasztotta Akvitániából Marca Hispanica tartományt és az ezidőtájt már Gothiának nevezett egykori Septimaniát, amelyeket közvetlen irányítása alá vont. Az Akvitánia néven hagyott maradék királyává második fiát, I. Pipint nevezte ki.
830-ban Pipin indította el I. Lajos három idősebb fiának lázadását apjuk ellen, de már a Nijmegenben, 830 októberében tartott birodalmi gyűlés idejére véglegessé vált, hogy a császárnak sikerült legyőznie az első polgárháborúban ellene lázadó fúkat. A következő, 831 februárjában Aachenben tartott gyűlésen formálisan kibékült fiaival és elfogadtatta a birodalom újrafelosztását.
Pipin 832-ben újból felkelt apja ellen. Fontosabb vazallusai közül Septimaniai Bernát bátorította a lázadót, Berengár viszont határozottan óvta ettől az elhamarkodott lépéstől — ezzel később kiérdemelte a „Bölcs” előnevet. Lajos 832 elején indította el hadait a felkelők ellen — Berengár ezzel párhuzamosan Bernát birtokaira támadt. A császári erők sorozatos győzelmei meggyőzték Pipin és Bernátot a további ellenállás reménytelenségéről, ezért 832 októberében behódoltak a császárnak. Ő megfosztotta trónjától Pipint, akit Trierben fogságba vetett, birtokait pedig féltestvérének, Károlynak adta. Bernátot hűtlensége miatt minden hivatalából leváltották, címeitől megfosztották, Marca Hispanicában és Gothiában meglévő birtokait Berengár kapta meg.
834-ben az uralkodó a második (Lothár elleni) polgárháborúban nyújtott segítségéért rehabilitálta Bernátot, aki visszakérte korábbi birtokait. Bernát és Berengár viszálya már polgárháborúval fenyegette a déli területeket, amikor Berengár 835-ben váratlanul meghalt. Septimaniai Bernát 842-ig maradt visszanyert tisztségeiben — ekkor Kopasz Károly leváltotta, mert úgy vélte, hogy II. Pipin aquitániai királlyal vívott háborújában Pipint támogatja. A helyére Akfrédet (Acfred) nevezte ki. Bernát nem fogadta el a döntést, felkelt Károly ellen, és a polgárháborúban nyíltan II. Pipin oldalára állt. 843-ban elűzte Akfrédet Toulouse-ból, és Pipin a hagyományokat követve ott rendezhette be fővárosát (Akfréd hamarosan, tán  még abban az évben meg is halt).
Kopasz Károly 843 augusztusában megkötötte fivéreivel a verduni szerződést. Ez hivatalosan lezárta a polgárháborút, de nem vetett véget Károly és II. Pipin konfliktusának. A szerződés Akvitániát a Nyugati Frank Királyság részévé tette. A közvélekedés szerint a verduni szerződéssel kezdődött a Frank Birodalom gyengülése, aminek eredményeként a későbbi Németország teljesen darabokra esett és a nyugati birodalomban (a későbbi Franciaországban) is önálló, egymással és a többé-kevésbé névleges hűbérurukkal is rivalizáló grófságok, illetve hercegségek jöttek létre (Szász).
Kopasz Károly csak nehezen, apránként tudta érvényesíteni birtokjogát, amit se az akvitánok, se a bretonok nem akartak elismerni. Herceg (dux) rangban Provence-i Guerint nevezte ki az Akvitániába rendelt had parancsnokává, ő pedig megindult Gothia ellen. Eközben a tartományokat (főleg Akvitániát) számos egyéb csapás is sújtotta; kiváltképp a viking fosztogatók. 844-ben Károly új hadjáratra indult Akvitániába, hogy behódoltassa II. Pipint. Csapatai megszállták a Toulouse-i grófságot is. A második toulouse-i csatában legyőzte és elfogta Bernátot, magát  Toulouse-t azonban nem tudta bevenni. (Pierre Andoque francia történész szerint Bernátot már egy évvel korábban sikerült elfogni, amikor Guerin elfoglalta Uzèst). 844 augusztusában Károly törvényszéke halálra ítélte Bernátot, akit kivégeztek. Toulouse grófjává Károly Frédelont nevezte ki — ez a tisztsége azonban a következő fél évtizedben formális maradt.
A 844. június 14-én vívott angoumois-i csatában ugyanis Pipin és Bernát Vilmos fia súlyos vereséget mért Károlyra. Bernát birtokait szövetségese, Sunifred (Sunyer) kapta meg; Septimaniai Vilmos Toulouse grófja lett. Károly a breton felkelőktől is vereséget szenvedett két csatában. A kudarcok hatására 845-ben elismerte Pipint Aquitánia királyának — cserébe megkapta tőle a tartomány északi részén fekvő Poitiers grófságot.
Az akvitánok hamarosan lázadozni kezdtek Pipin uralma ellen — valószínűleg leginkább az háborította fel őket, hogy Pipin jóformán semmit nem tett a földeket feldúló és tömegeket lemészárló vikingek ellen. A vikingek 844-es(?) hadjáratukon kifosztották Bordeaux-t, majd végigpusztították a Garonne völgyét, és csak Toulouse falai elől fordultak vissza.
Az akvitánok 848-ban visszahívták Károlyt. Ő 849-ben megindult csapataival dél felé, és az immár valóban birtokába lépő Frédelon megnyitotta neki a város kapuit. Károly hamarosan az egész tartományt meghódította, Frédelont pedig megerősítette birtokában. Girona és Besalú grófjává egy Wilfred nevű hívét tette, Cerdanyát, Urgellt és Conflentet pedig Salamon kapta meg. Barcelona grófjává, továbbá Empúries és Roussillon grófjává, Septimania őrgrófjává Alerant nevezte ki (ő korábban alighanem Troyes grófja, I. Vilmos blois-i gróf fia volt). Annak érdekében, hogy Aleran sikerrel vehesse fel a harcot a Barcelonai grófságot ténylegesen birtokló Septimaniai Vilmossal, Károly segítségként mellé rendelte Isembardot, aki Provence-i Guerin fia és Autun grófja volt. 850 februárjában Károly betört Akvitániába, ahol a nemesek tömegesen pártoltak el II. Pipintől és álltak át az ő oldalára. Eközben II. Sancho baszk herceg elfoglalta a Bordeaux-i grófságot és vele magát Bordeaux-t is. Befogadta a hozzá menekülő Pipint, ám folyamatosan tárgyalt kiadatásáról Kopasz Károllyal. 852-ben kiadta Pipint Károlynak, aki kolostorba záratta egykori királyát. Pipin 854-ben megszökött és új harcba kezdett, de 859-től maradék aquitániai hívei is elpártoltak tőle. Kóborolni kezdett, időnként viking rablókhoz csatlakozott, és egy ilyen bandával 864-ben sikertelenül ostromolta meg Toulouse-t. Nemsokára újra elfogták, és senlis-i rabságában meghalt.
Septimaniai Vilmos mór segítséggel 850-ig tartotta magát a Barcelonai grófságban, de akkor vereséget szenvedett Károly csapataitól, és ezután a Károly-párti partizánok megölték.
852-ben Ranulf, Poitou grófja addigi címei mellé megkapta az „Akvitánia hercege” titulust is. 855-ben Kopasz Károly úgy döntött, hogy nagyapja, Nagy Károly példáját követve alárendelt országgá szervezi Akvitániát (immár  Gothia nélkül), és annak királyává fiát, a Gyermek Károly néven ismert III. Károlyt nevezte ki több főnemes akarata ellenében. (Ranulf 866-ban bekövetkezett haláláig megtartotta a „herceg” titulust). Károly ekkor mindössze 8 éves volt.
866-ban nem egész 19 évesen Gyermek Károly is meghalt. Károly teljes jogú utódává ezzel második fia, Hebegő Lajos lett, így  ő kapta meg Akvitánia trónját. Uralma alatt a királyság tekintélye igencsak lehanyatlott. Mivel se Lajos, se apja nem tudott sikeresen fellépni a viking fosztogatók ellen, az akvitánok a központi hatalom helyett mindinkább saját, helyi uraiktól (a grófoktól) kértek védelmet. Ahogy a grófok hatalma erősödött, autonómiájuk jeleként egymás után örökletessé tették hatalmukat és dinasztiákat alapítottak. A központi kormányzat és a grófok konfliktusai mind gyakrabban fegyveres összecsapásokba torkolltak, ami persze jelentősen csökkentette a vikingek ellen bevethető erőket. Európa nyugati részén újabb „sötét középkor” kezdődött — még több áldozattal, mint az előző volt a 6–7. században.
Kopasz Károly 877-ben gyakorlatilag beismerte kudarcát, amikor a quierzy-i kapituláréban hivatalosan is engedélyezte, hogy a grófságokat a grófok fiai örökölhessék. Rzután négy hónappal meghalt — kapituláréja pedig a nyugat-európai feudalizmus jogalapjává vált. Halálával Hebegő Lajos lett az egész Nyugati Frank Királyság uralkodója. Ő egyik fiát sem nevezte ki akvitán királlyá, és ezzel ez a cím meg is szűnt; Lajos attól fogva nyugati frank királyként uralkodott, de mindössze 1,5 éviɡ. Birtokait két fia örökölte. Burgundia és Akvitánia Karlmannak jutott, de ő 890-iɡ a déli területeken minden befolyását elvesztette. ɑ grófságok gyakorlatilag függetlenné váltak.

#### A második Akvitán Hercegség
A Frank Birodalom széthullása után nagyjából a Garonne folyó mentén újra két részre bontották ezt a királyságot, újraalakítva az Akvitán Hercegséget és Gascogne néven a Baszk Hercegséget. A 11. század elején ezek Guyenne néven újból egyesültek.
Ranulf fia, II. Ranulf apja halálával, 866-ban örökölte Poitou grófságot, majd Kopasz Károly halála (888) után magát kiáltotta ki Akvitánia királyává. 890-ben megmérgezték. Birtokait és tiszteit törvénytelen fia, a húsz éves Fattyú Ebalus örökölte — de nem tudta megtartani. Két év múlva Poitou-i Aymar — akit Párizsi Odó támogatott — elűzte Ebalust, a tartomány nemesei pedig elismerték Odo főhatalmát. Ebalus apjának szövetségeseihez fordult segítségért, mígnem Auvergne grófja, I. Jámbor Vilmos udvarába fogadta és gondoskodott az ifjú neveltetéséről. Ettől fogva Akvitánia hercegének címét az Auvergne-ház tagjai viselték. 902-ben Ebalus Jámbor Vilmos erős katonai segítségével visszafoglalta Aymartól Poitou-t. III. Károly nyugati frank király (akinek Ebalus gyermekkori játszótársa volt) elismerte őt birtokában, és formálisan is felruházta Poitou grófjának címével, amihez  927 (928?)-ban, az Auvergne-ház kihalásával (újra) megkapta Akvitánia hercegének címét, és vele Berry, Auvergne és Velay grófságot. Rudolf nyugati frank király úgy vélte, hogy Ebalus túl nagy hatalomhoz jutott, ezért 929-ben elvette tőle Berry grófságot. 932(?)-ben Akvitánia hercegének címét és vele Auvergne grófságot Rajmund Pons toulouse-i grófnak adta át. La Marche-ot, amely addig Vienne egyik algrófsága volt, ugyancsak kivonta Ebalus hűbéréből és független grófsággá nyilvánította.
Az ismétlődő viking támadásokat a hercegek úgy próbálták megfékezni, hogy a tengerparthoz közeli területeken erős helyi hatalmakat (algrófságokat) hoznak létre a középpontjukban egy-egy jól kiépített erődítménnyel, élükön egy-egy vikomttal. A Thouars-i algrófságot II. Ranulf alapította.

#### Anglia tartománya

Franciaország részei 1154-ben

Az 1137-ben hatalomra került X. Vilmos herceg lánya, Aquitaniai Eleonóra. VII. Lajossal kötött sikertelen házassága után feleségül ment II. Henrik angol királyhoz. Ez később kulcsszerepet játszott a francia és az angol királyok konfliktusaiban, ugyanis az Angol Királyság szerves részévé tette Guyenne-t. Ezután angol kézen volt a százéves háború végéig, mígnem 1453-ban VII. Károly francia király a sorsdöntő castilloni csatában legyőzte VI. Henrik angol királyt.

#### Franciaország része
A Francia Királysághoz visszatért terület megőrizte a Guyenne elnevezést.

### Újkor

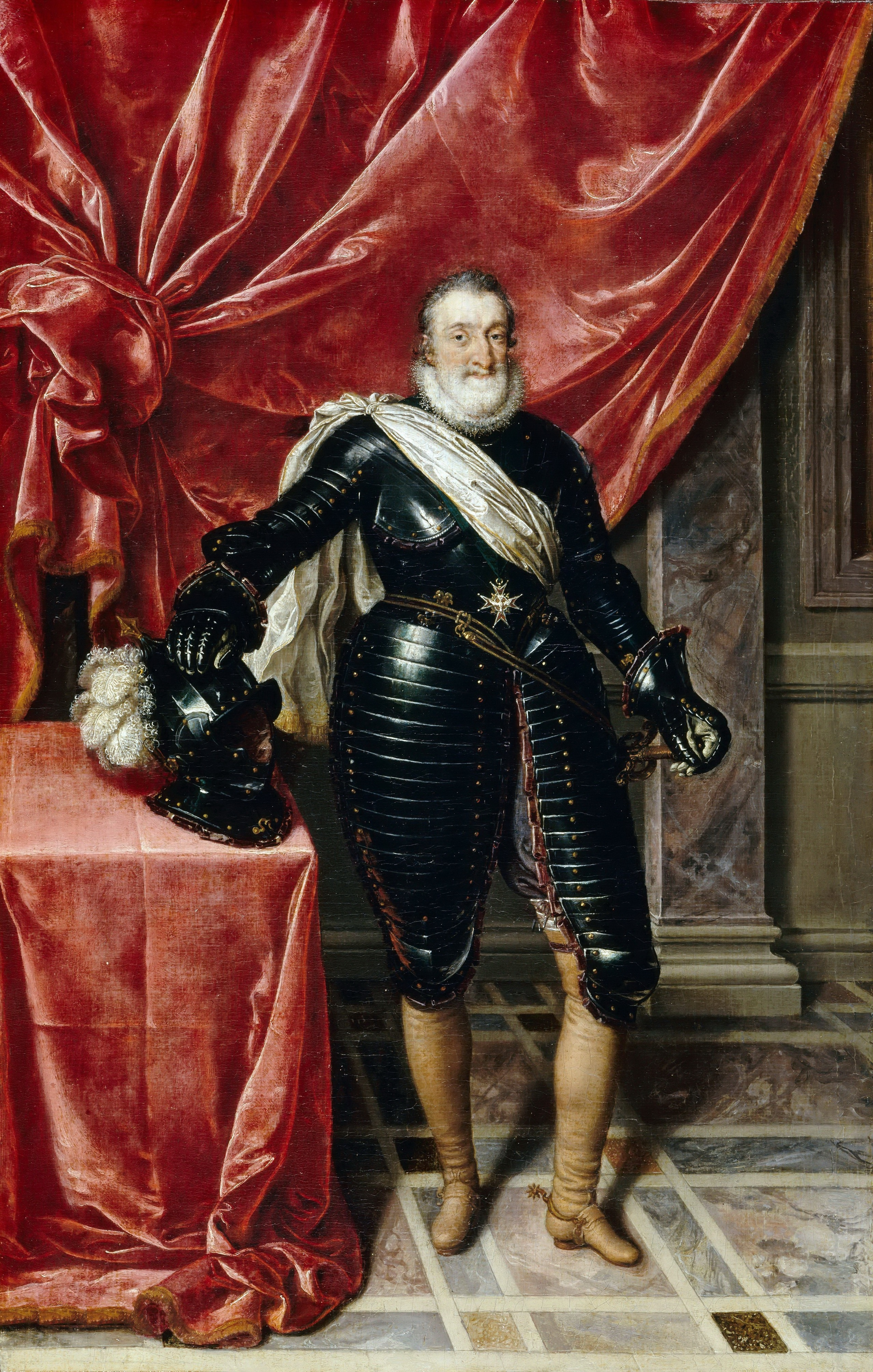
IV. Henrik az aquitaniai Pau kastélyában született

A reformáció franciaországi térnyerésekor Aquitaniában a hugenották képviselték a kálvinizmust. Mivel a mindenkori uralkodó katolikus vallású volt, számos vallásháború bontakozott ki a térségben. Ennek 1598-ban IV. Henrik vetett véget a Nantes-i ediktummal. Érdekesség, hogy 1615-ben Bordeaux-ban lép házasságra Ausztriai Anna és XIII. Lajos francia király, majd 1660-ban ugyanitt Ausztriai Mária Teréziát XIV. Lajos francia király veszi feleségül.
A 18. század-ban Bordeaux fontos óceáni kikötővé nőtt. A gyarmatbirodalom kiteljesedésével a kereskedelem fellendült; kávét, kakaót és gyapjút importáltak. Az exportot a térség gazdaságának motorja, a bor uralta; ezt német, orosz, sőt, amerikai kikötőkbe is szállították. A francia forradalom idején Gironde megyéből számos kiemelkedő szónok került be a Törvényhozó Nemzetgyűlésbe, ezért őket girondistáknak hívták. Ettől függetlenül forradalom ezt a régiót nem kifejezetten érintette.
A 19. században a gazdasági fejlődés üteme Aquitaniában lelassult, ami a kereskedelmet érintő napóleoni blokádok, illetve a britek tengeri egyeduralmának tudható be. 1848-ban megépült a Bordeaux-t Párizzsal összekötő vasútvonal. Az Atlanti-óceán déli partjain beindult a turizmus, melynek egyik neves képviselője Eugénia francia császárné, III. Napóleon francia császár felesége volt.

### 20. század
Az első világháború idején Bordeaux-ba költözött a francia kormány átmenetileg. A második világháborúban Franciaország kapitulálása után Charles de Gaulle Mérignac repteréről menekült Angliába 1940. június 16-án. Franciaország északi része és teljes atlanti partvidéke (ideértve Aquitania nagy részét is) német megszállás alá került. A háború után 1960-ban határozták meg a régió jelenlegi határait. A franciaországi központosítás lazulásának részeként 1986-ban első alkalommal szavazták meg közvetlen úton az aquitaniai Regionális tanács tagjait.

## Közigazgatása
Az alábbi táblázat Aquitania magasabb szintű közigazgatási felosztását mutatja:
| Aquitánia | Aquitania | Bordeaux |                      |                      |    |                |                |
| Aquitánia | Aquitania | Bordeaux | Dordogne             | Dordogne             | 24 | Périgueux      | Périgueux      |
| Aquitánia | Aquitania | Bordeaux | Gironde              | Gironde              | 33 | Bordeaux       | Bordeaux       |
| Aquitánia | Aquitania | Bordeaux | Landes               | Landes               | 40 | Mont-de-Marsan | Mont-de-Marsan |
| Aquitánia | Aquitania | Bordeaux | Lot-et-Garonne       | Lot-et-Garonne       | 47 | Agen           | Agen           |
| Aquitánia | Aquitania | Bordeaux | Pyrénées-Atlantiques | Pyrénées-Atlantiques | 64 | Pau            | Pau            |

Alacsonyabb szinten a régió 19 kerületre, 235 kantonra és 2 296 településre oszlik.

## Politika

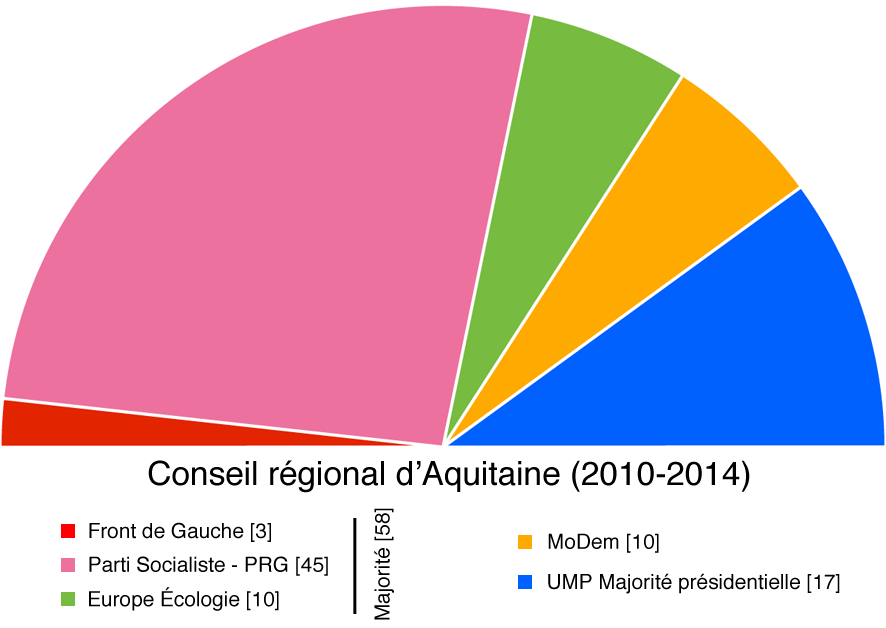
Az Aquitaniai Regionális Tanács összetétele

Az 1982-ben megkezdődött decentralizációs folyamat során az aquitaniai lakosok 1986-ban választották meg először képviselőiket a Regionális Tanácsba. A Regionális Tanács székhelye Bordeaux városában van, jelenlegi elnöke Alain Rousset, szocialista képviselő. A tanácsnak 85 tagja van. Az aquitaniai megyék négyévenként megtartott választásokon meghatározott számú képviselőket küldhetnek: Gironde 36-ot, Pyrénées-Atlantiques 17-et, Dordogne 13-at, Landes 11-et, Lot-et-Garonne pedig 8-at.
1986 és 1998 között jobboldali többség irányított Jacques Chaban-Delmas (1985–1988), Jean François-Poncet (1988-ban, ideiglenesen), Jean Tavernier (1988–1992), majd Jacques Valade (1992–1998) vezetésével. Az 1998-as választások óta a baloldali Alain Rousset a tanács elnöke. A 2010-ben megtartott választások során a Baloldali Front (Front de Gauche) 3 képviselőt, a Szocialista Párt – PRG (Parti Socialiste – PRG) szövetsége 45 képviselőt, az Európa Ökológia (Europe Écologie, zöldpárt) 10 képviselőt, a Demokrata Mozgalom (Mouvement démocrate) 10 képviselőt, az Unió egy Népi Mozgalomért (Union pour un mouvement populaire) pedig 17 képviselőt küldhetett a tanácsba. Így látható, hogy Aquitania Regionális tanácsát többségében a baloldal irányítja 2014-ig, a következő választásokig.

## Közlekedése
Aquitania közúthálózata meglehetősen fejlett. Autópályák:

Autópályák Aquitaniában és a környező régiókban

- A10 (Bordeaux-Párizs, „L’Aquitaine”, vagyis az „aquitaniai”)
- A62 (Bordeaux-Toulouse, „Autoroute des Deux Mers”, vagyis a „két tenger autópályája”)
- A63 (Bordeaux-spanyol határ)
- A64 (Toulouse-Bayonne, „La Pyrénéenne”, vagyis a „pireneusi”)
- A65 (Bordeaux-Pau)
- A89 (Bordeaux-Lyon)
- A630 (A bordeaux-i körgyűrű)
- A650 (Pau-Oloron-Sainte-Marie, építés alatt)
- A660 (A63-Arcachon)

Spanyolországba a Pireneusokon átkelve juthatunk el, amire két fő lehetőség kínálkozik. Az egyik forgalmas útvonal az Atlanti-óceán partján található Irún-Hendaye határátkelőhely, a másik a Pireneusokon átvezető kétsávos, kétirányú, 8602 m hosszú Somport alagút.
Vasúthálózata is fejlett; Párizzsal a TGV gyorsvasút köti össze. A vonatok a Párizs–Bordeaux–Madrid útvonalon közlekednek Irúnon át. Bordeaux körül elővárosi ingajáratok közlekednek; ilyen a Transport express régional Aquitaine (Aquitaniai regionális expressz), röviden TER Aquitaine. A kötött pályás közlekedést Bordeaux-ban villamosvonalakkal egészítették ki — a villamosok jelenleg három vonalon közlekednek.
Hajózás szempontjából Bordeaux kikötőhelye a  legfontosabb. Az óceán felől a Gironde folyón keresztül közelíthető meg. A nemzetközi kikötő egyaránt megfelel idegenforgalmi (pl. tenger- és óceánjárók fogadása) és ipari céloknak. A teherforgalom nagy részét a Gironde partján kialakított Grand port maritime de Bordeaux-ban (Bordeaux-i nagy tengeri kikötő) bonyolítják le. Franciaországban a létező tengeri teherkikötők között áruforgalom szempontjából a bordeaux-i a hatodik helyen áll (az első Marseille).
Aquitaniában több nemzetközi repülőtér is található, ezek közül a legfontosabb a Mérignacban található Bordeaux–Mérignac repülőtér. Légi közlekedéssel a további városokat lehet megközelíteni: Pau, Biarritz, Bayonne, Agen stb.

## Kultúra

### Oktatás

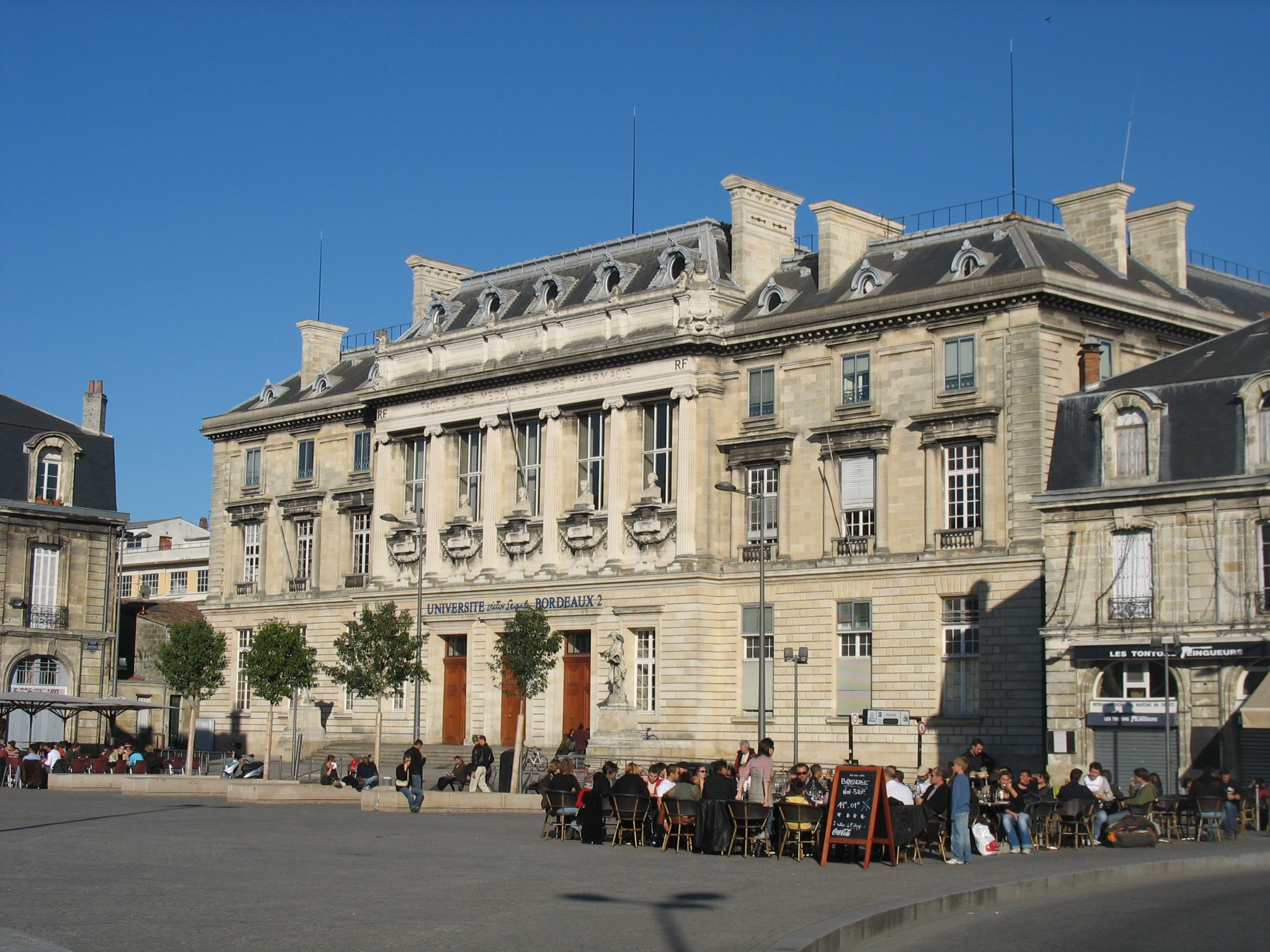
A Segalen Bordeaux-i Egyetem épülete Bordeaux-ban, a Victoire téren

A Bordeaux-i Egyetem (franciául Université de Bordeaux) felsőoktatási és kutatási intézményrendszert foglal magába. 2001-ben hozták létre a már meglévő létesítményekből az egyetemi központot, amit 2007-ben továbbfejlesztettek kutatási központtá. Alapító tagjai az alábbi intézmények:
- Tudomány és Technológia Bordeaux-i Egyetem 1 (Université Bordeaux 1 Sciences et Technologies, természettudományi tanulmányok)
- Segalen Bordeaux-i Egyetem (Université Bordeaux Segalen, a 2-es számú egyetem, orvostudományi tanulmányok)
- Michel de Montaigne Bordeaux-i Egyetem 3 (Université Michel de Montaigne Bordeaux 3, bölcsészettudományi tanulmányok)
- Montesquieu Bordeaux-i Egyetem 4 (Université Montesquieu Bordeaux 4, politikai és jogi tanulmányok)
- Bordeaux-i Politechnikus Intézet (Institut ploytechnique de Bordeaux, mérnöki tanulmányok)
- Bordeaux-i Agrártudományi Nemzeti Főiskola (École Nationale Supérieure des Sciences Agronomiques de Bordeaux, agrártudományi tanulmányok).

Az egyetemek főbb profiljai lefedik a tudományos tanulmányok számos területét, ezáltal minőségi oktatást biztosít az itt tanuló hallgatók számára. Biztosítja a bolognai rendszer mindhárom szintjét, vagyis nyújt alap-, mester- és doktori képzést is. A különböző karok eltérő helyen vannak, de mindegyik Bordeaux városában, vagy annak közvetlen szomszédságában, egyetemi kampuszokon találhatók.
Ugyancsak Akvitániában működik a Pau-i és Adour-menti Egyetem (Université de Pau et des Pays de l'Adour, UPPA). Ezt 1972-ben alapították Pau városában, de több kara más településeken működik: Bayonne-ban, Tarbes-ban, illetve Mont-de-Marsanban (Adour-menti egyetemnek azért nevezik, mert ezek a városok az Adour folyó mentén fekszenek). Közel 1200 fős személyzete van, 12 000 hallgató tanul itt.

### Beszélt nyelvek
Aquitaniában a francia mellett két dialektust ismernek el regionálisan: az okcitánt és a baszkot.
Az okcitán nyelv dialektusai:

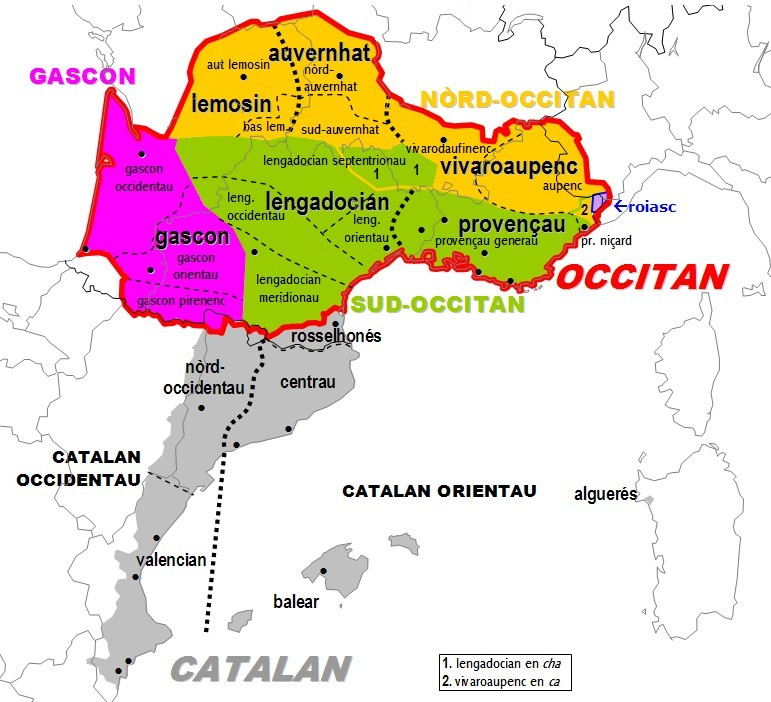
Az okctián dialektusok földrajzi elterjedése Domergue Sumien szerint

- A gascogne-it Gironde, Lot-et-Garonne déli részén és Landes megyében beszélik, de ide sorolható a béarni is. Sok sajátossága miatt néha külön nyelvként kezelik.
- A languedoc-it Dordogne déli és Lot-et-Garonne északi részén beszélik.
- A limoges-it Dordogne megye középső és északi részén beszélik.

Egy 1999-es INSEE-tanulmány alapján hozzávetőlegesen 160 600 aquitaniai beszélt valamilyen okcitán nyelvjárást, ez a lakosság közel 5%-a. Többségük a mezőgazdaságban dolgozik vagy dolgozott, ezt mutatja az a tény is, hogy a nyelv többnyire azokban a megyékben maradt fenn, ahol ez a gazdaság fő ága.
Baszkul 73 780-an beszélték 1999-ben, ez Aquitania lakosságának nagyjából 2,3%-a. Beszélőinek többsége a franciaországi Baszkföldön lakik, ami a Pyrénées-Atlantiques megye nyugati részét fedi le. Az okcitánhoz hasonlóan itt is főleg a vidéki, mezőgazdaságból élő lakosság beszél baszkul.

### Gasztronómia

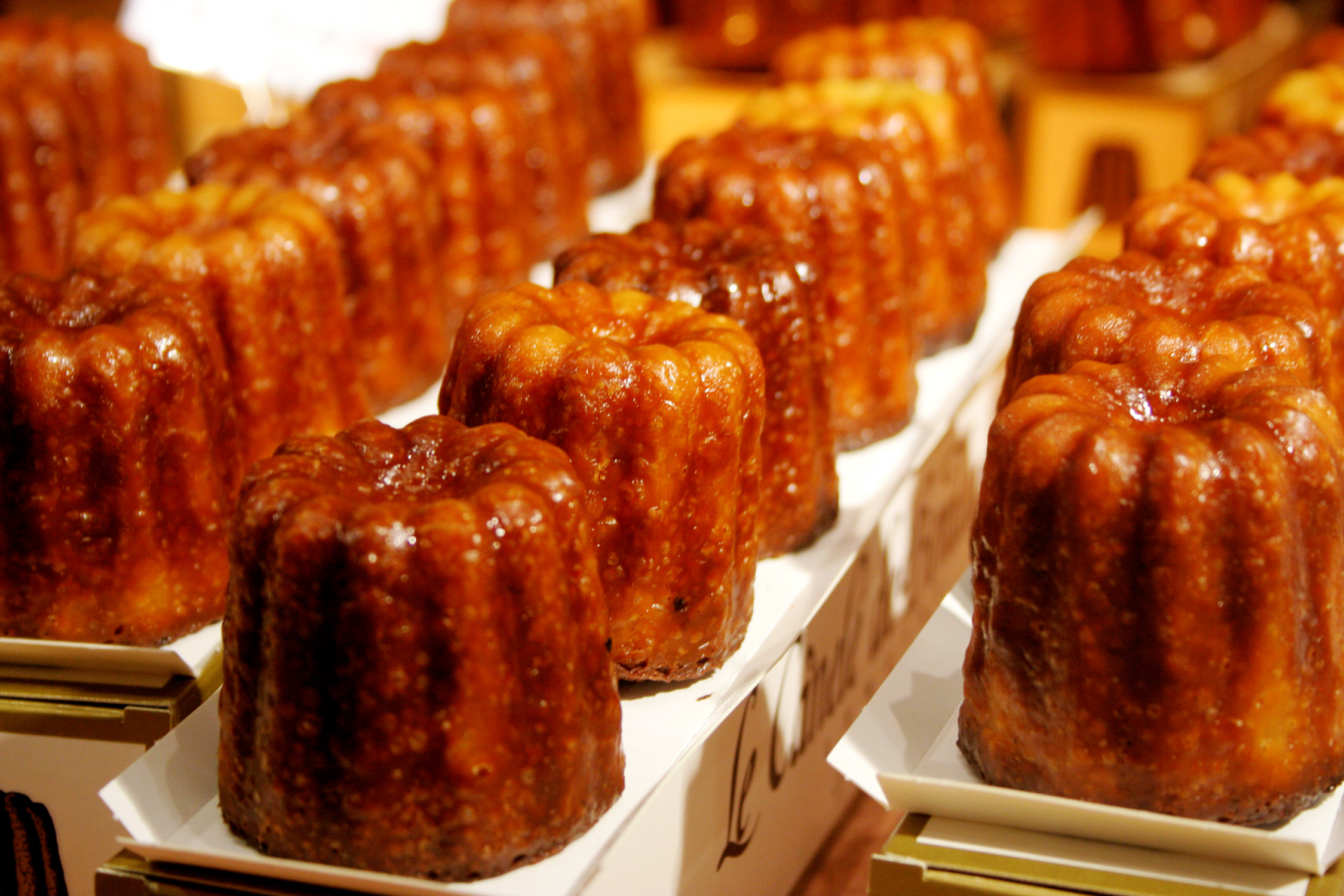
A canelé egy aquitaniai cukros különlegesség

Aquitaniában található Franciaország egyik legnagyobb borvidéke Bordeaux körül. 57 eredetvédett területen — úgynevezett apellációban — 120 000 hektáron termesztenek szőlőt, 7000 termelő munkájának köszönhetően 700 millió üveg bor kerül ki a borvidékről, amelyek 12 000 bejegyzett château (ejtsd: /sató/, bortermelő „kastély”) néven futnak. Már az ókorban bortermelő vidék volt. A 18. században a Médoc környéki mocsárlecsapolásoknak köszönhetően még nagyobb területen gazdálkodnak, sikere azóta töretlen. Első osztályú bor például a Château Margaux, Château Latour, Château Lafite Rothschild, Château Haut-Brion, Château Mouton Rothschild.
Az óceán közelségének köszönhetően számos tengeri ételt készítenek Aquitaniában. Ilyenek például: arcachoni osztriga, bordeaux-i ingola stb. Egyéb húsételek például: bazas-i borjú, pauillaci bárány, libamáj, kacsamáj, poule au pot (fazékban főtt, zöldséggel töltött tyúk). Vannak továbbá főleg zöldségalapú ételek is, mint például a vargányából, illetve sorges-i szarvasgombából készült különlegességek, vagy a piperade (aquitaniai lecsóféle), garbure (helyi káposztaleves) stb. Desszertnek például tourtière (szilvás vagy almás lepényt), croustade (leveles tésztából készült süteményt), vagy canelé (bordázott cukros különlegességet) szolgálnak fel. Baszkföldnek is megvannak a saját specialitásai, mint például az axoa (fűszeres, hagymás borjú, vagy marha), vagy a baszk sütemény (süteménykrémmel töltött édesség), továbbá ismert fűszere az espelette-i pirospaprika.

### Építészet

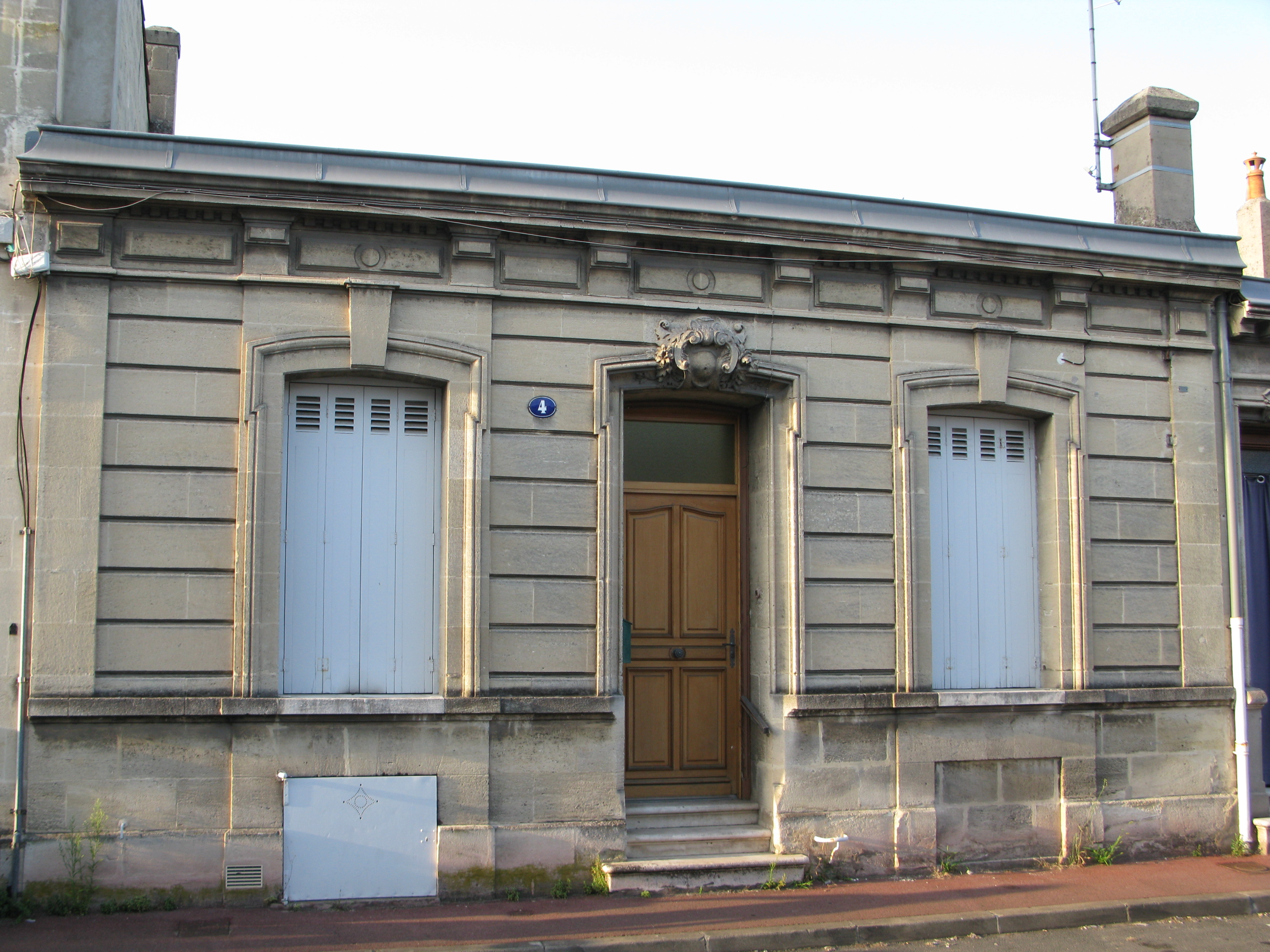
Egy bordeaux-i üzletház

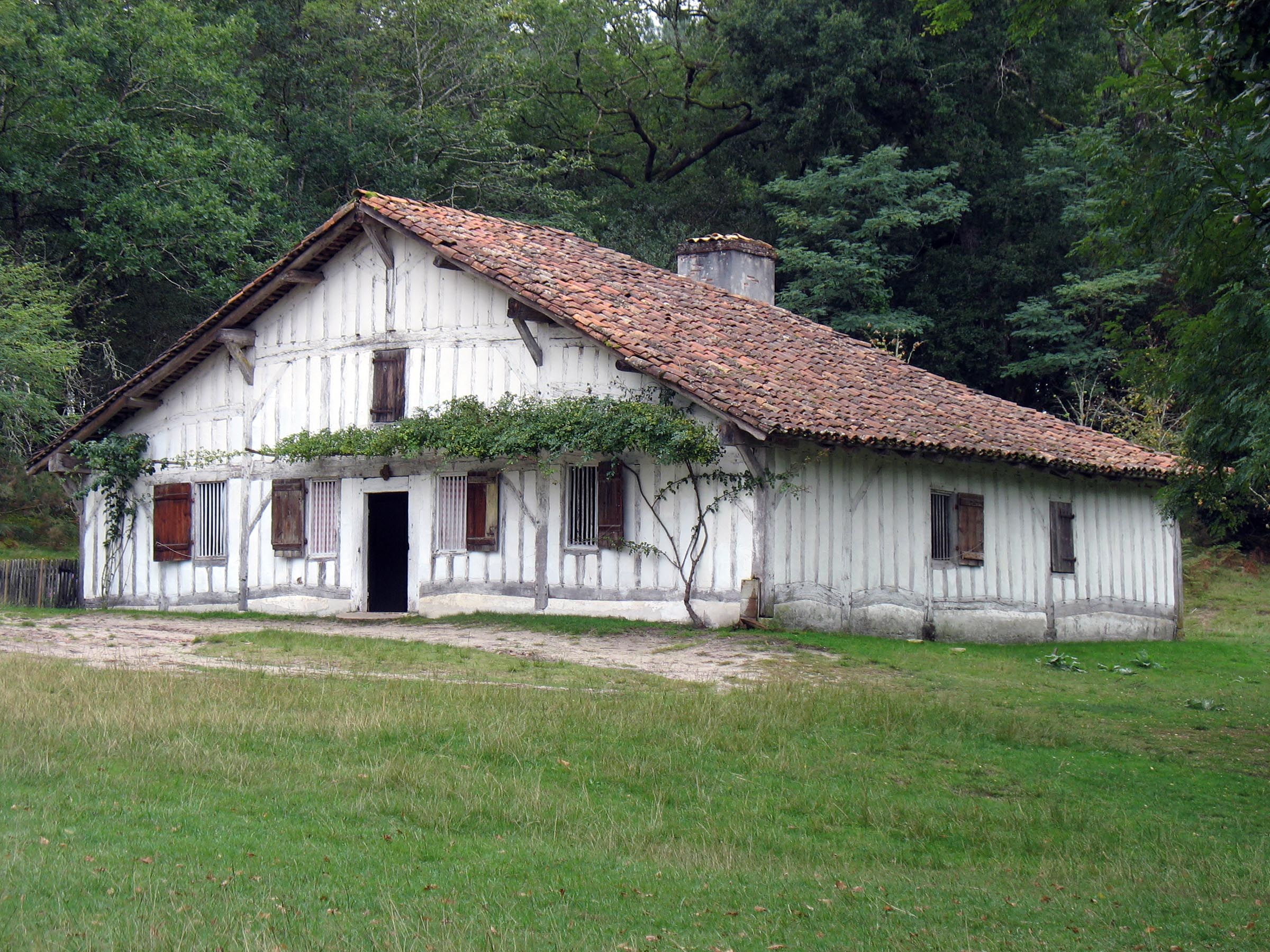
Egy landes-i ház

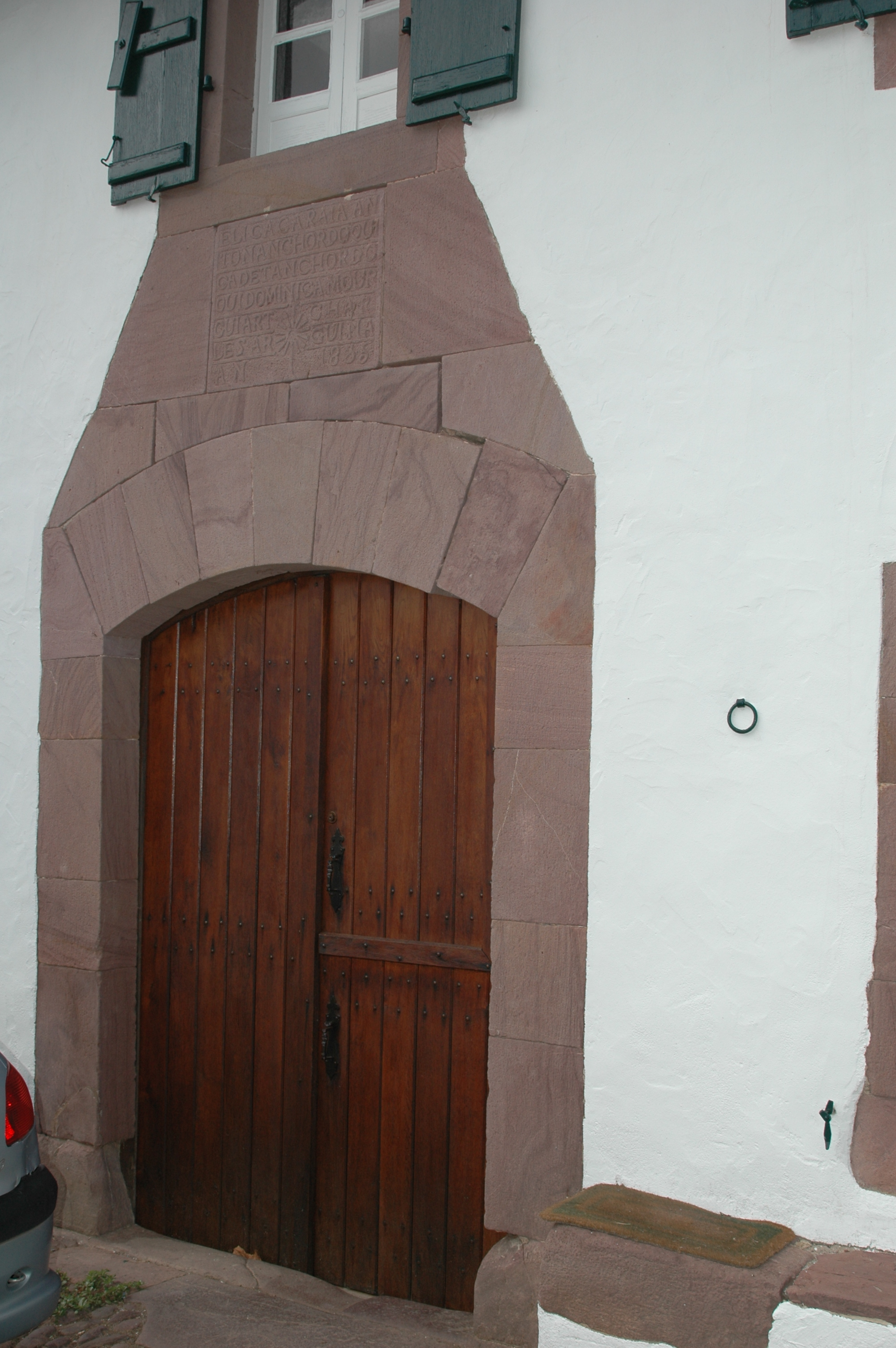
Egy baszk ház díszített bejárata

Bordeaux-ban az úgynevezett bordeaux-i üzletházak (franciául échoppe bordelaise), melyek már a 15. században megjelentek. Akkor a kézművesek műhelyként és lakóháznak egyaránt használták az épületet, de a 18. századtól többnyire már csak lakásként funkcionált. Jelenleg kb. 11 000 ilyen kis üzletház van a városban, sokat a második császárság és az 1930-as évek közt húztak fel. Az épületek egyszintesek, pince viszont gyakran van bennük. A tető két irányban lejt, cseréppel van lefedve. A vízelvezető ereszcsatorna az utcára néz, a fedélszéket a homlokzattal párhuzamosan alakítják ki. Az ajtók és az ablakok fölé díszítő elemeket faragnak.
A landes-i ház (franciául maison landaise), avagy oustaù típusa Landes megyében terjedt el. Vidéki háztípusról van szó. Építése során előbb a faszerkezetet húzzák fel, majd a gerendák közti részeket vályogtéglákkal töltik ki. A 18. századtól kezdve a vályogot felváltotta az égetett tégla illetve a térségre jellemző vastartalmú homokkőből készült téglaféle, a garluche. A landes-i ház középpontjában a nappali áll, ahol a kémény is található. Ez a helyiség gyakran szolgál konyhaként és ebédlőként egyaránt, sok bútorral rendezik be. A hálószobák ettől elkülönítve vannak.
A baszk ház (franciául maison basque) Aquitania déli részén, Baszkföldön terjedt el. Építészeti stílusa sokszínű a különböző földrajzi hatásoknak köszönhetően. Az építmények közös tulajdonsága, hogy általában nem rendelkeznek pincehelyiséggel, és nincs megemelt alapzatuk. Faszerkezet alkalmazása a földszinten nem jellemző, ez inkább az emeletek esetében figyelhető meg. A főbejáratot kődíszítés veszi körül, a homlokzaton akár feliratok is előfordulhatnak.

### Világörökség
Aquitaniában több olyan hely is van, ami szerepel az UNESCO világörökségi listáján. Ilyenek például a Vézère-völgyi festett barlangok, barlangrajzok (1979-ben vették fel), Saint-Émilion városának törvényszéke (1999-ben vették fel), Bordeaux-ban a	„Hold kikötője” (2007-ben vették fel), de Vauban építész erődítményei is szerepelnek a világörökség listáján. Ezen kívül a régióban jó néhány híres kastély, kúria vagy erőd is fellelhető. Pl.: Dordogne megyében Hautefort, Castelnaud-la-Chapelle, Commarque, Monbazillac, Beynac, Herm, Bourdeilles, Biron, Milandes, Montfort, vagy Gironde megyében Roquetaillade, Langoiran, Villandraut, Malle, Cazaneuve, Cadillac, Beychevelle, Lot-et-Garonne megyében Bonaguil, Duras, Gavaudun, Rois ducs, Villeneuve sur Lot, Monflanquin, Vianne, Tournon-d'Agenais, továbbá Pyrénées-Atlantiques megyében a Pau-i kastély.

## Hírességek
Irodalom
- François Mauriac (1885–1970), Nobel-díjas író, a Viperafészek szerzője
- Michel de Montaigne (1533–1592), író, filozófus és politikus, az Esszék szerzője
- Montesquieu (1689–1755), író, filozófus, a Törvények szellemében szerzője
- Edmond Rostand (1868–1918) a Cyrano de Bergerac szerzője

Zene
- Noir Désir, rockzenekar

Történelem
- Aquitanai Eleonóra (1122–1204), angol királyné
- V. Kelemen (1264–1314), római katolikus pápa
- IV. Henrik (1553–1610), francia király
- XIV. Károly János (1763–1844), svéd király

Politika
- Alain Juppé (1945–), politikus, külügyminiszter
- François Bayrou (1951–), politikus, volt oktatási miniszter

Tudomány
- Pierre Bourdieu (1930–2002), szociológus, a szimbolikus erőszak fogalmának és a mezőelmélet megalkotója

Sport
- FC Girondins de Bordeaux, első osztályú labdarúgócsapat, az 1996-os UEFA-kupa döntőjében játszottak
- Union Bordeaux Bègles, Top14-es rögbicsapat
- Biarritz olypique Pays Basque, Top14-es rögbicsapat
- Aviron bayonnais rugby pro, Top14-es rögbicsapat
- Sporting Union Agen Lot-et-Garonne, Top14-es rögbicsapat
- Élan béarnais Pau-Lacq-Orthez, Pro A osztályú kosárlabdacsapat

## Fordítás
- Ez a szócikk részben vagy egészben  az   Aquitaine című angol Wikipédia-szócikk ezen változatának fordításán alapul.  Az eredeti cikk szerkesztőit annak laptörténete sorolja fel. Ez a jelzés csupán a megfogalmazás eredetét és a szerzői jogokat jelzi, nem szolgál a cikkben szereplő információk forrásmegjelöléseként. (Története)
- Ez a szócikk részben vagy egészben  az   Ebalus, Duke of Aquitaine című angol Wikipédia-szócikk ezen változatának fordításán alapul.  Az eredeti cikk szerkesztőit annak laptörténete sorolja fel. Ez a jelzés csupán a megfogalmazás eredetét és a szerzői jogokat jelzi, nem szolgál a cikkben szereplő információk forrásmegjelöléseként. (A második Akvitán Hercegség)